# Cheminée de Kawéni
La cheminée de Kawéni est la cheminée d'une ancienne usine sucrière de Cananga située Mamoudzou sur l'île de Grande-Terre à Mayotte, département d'outre-mer français dans le sud-ouest de l'océan Indien.
C'est le seul vestige d'une usine sucrière fondée en 1848 aujourd'hui démolie.
Située route de la SPPM à Kawéni, elle est inscrite en totalité à l'inventaire supplémentaire des Monuments historiques depuis le 15 octobre 2020,,.